# Vladimir Dolbonosov (1949)
Vladimir Dolbonosov (Russisch: Влади́мир Никола́евич Долбоно́сов) (Moskou, 8 april 1949 - aldaar, 25 september 2014) is een voormalig voetballer uit de Sovjet-Unie. 

## Biografie
Hij begon zijn carrière bij Dinamo Moskou waarmee hij in 1970 de beker won. In 1972 speelde hij de finale van de Europacup II tegen Glasgow Rangers, die ze met 3-2 verloren. In 1976 speelde hij nog één seizoen voor Pachtakor Tasjkent.
Na zijn spelerscarrière bekleedde hij enkele bestuursmandaten bij verscheidene clubs. 